# Mark Scanlon
Mark Scanlon (ur. 10 października 1980 w Sligo) – irlandzki kolarz.
Ścigał się w gronie profesjonalistów z UCI Pro Tour. Obecnie jeździ dla drużyny Toyota-United.

## Sukcesy
- 1998 - Mistrzostwo świata na szosie juniorów
- 2003 - Mistrzostwo Irlandii na szosie